# Ministero del turismo e dello spettacolo
Il Ministero del turismo e della spettacolo è stato  un dicastero del governo italiano.

## Storia
Il Ministero del turismo e dello spettacolo fu istituito dal Governo Segni II con la Legge 31 luglio 1959, n. 617. Nel dibattito parlamentare attorno alla creazione del dicastero, si evidenziava una "intima affinità" tra turismo e spettacolo (intendendo con ciò teatro, danza, attività circensi).
A seguito dell'esito favorevole di un referendum abrogativo del 1993, richiesto dai consigli regionali di Trentino-Alto Adige, Umbria, Piemonte, Valle d'Aosta, Lombardia, Marche, Basilicata, Toscana, ed Emilia-Romagna, il dicastero fu soppresso nel 1994 dal governo Ciampi. Le sue funzioni furono trasferite a due appositi dipartimenti della Presidenza del Consiglio:
- Dipartimento del turismo
- Dipartimento dello spettacolo.

A seguito di ulteriori sviluppi amministrativi (per cui si rimanda ai rispettivi articoli), le funzioni dei due dipartimenti - divenuti Direzione generale Turismo e Direzione generale Spettacolo dal vivo - sono state svolte dal Ministero per i beni e le attività culturali e per il turismo in quasi tutti i governi avvicendatisi dal 2013 al 2021.
Nel 2021, il governo Draghi ha stabilito che le competenze in materia di turismo precedentemente attribuite al Ministero per i beni e le attività culturali vengano trasferite ad un nuovo e apposito Ministero del turismo, dotato di portafoglio per la prima volta dall'abrogazione del precedente Ministero del turismo e dello spettacolo, 27 anni prima.